# Living on an Island
Living on an Island è un singolo del gruppo musicale rock britannico Status Quo, pubblicato il 16 novembre 1979 come secondo estratto dal loro dodicesimo album in studio Whatever You Want.

## La canzone
Verso la fine degli anni settanta Rick Parfitt si trova obbligato a stare lontano da casa per motivi fiscali e va soggiornare sull'isola di Jersey, una delle isole del Canale, per circa dodici mesi.
La tristezza e la malinconia di questa fase vengono trasfuse in questa canzone che diventa una amara riflessione sulla interiore solitudine delle rock star, nonché uno dei brani più intimisti sinora composti dal celebre gruppo inglese. I temi sono isolamento, amicizia, festa e stupefacenti, in particolare cocaina. Ciascuna delle due strofe della prima parte del pezzo termina con la parola "line" (chiaro riferimento alle "linee" di coca assunte dal chitarrista).
Living on an Island è una ballata acustica distinta da delicate melodie, con un finale epico, intenso e appassionato esaltato dal potente impatto sonoro delle tastiere e da una grande prova di John Coghlan alla batteria.
Amatissima dai fan è soprattutto la versione estesa della canzone della durata di 4 minuti e 50 secondi, distinta da una lunga coda finale e contenuta nell'album Whatever You Want.
Il brano va al n. 16 UK e rimane per 10 settimane nelle charts.

## Tracce
1. Living on an Island – 3:47 (Parfitt/Young)
2. Runaway – 4:32 (Rossi/Frost)

## Formazione
- Francis Rossi (chitarra solista, voce)
- Rick Parfitt (chitarra ritmica, voce)
- Alan Lancaster (basso, voce)
- John Coghlan (percussioni)

## Altri musicisti
- Andy Bown (tastiere)

## British singles chart
| Posizione | 54 | 36 | 30 | 18 | 16 | 16 | 18 | 17 | 28 | 42 | uscito |